# آلدهید دهیدروژناز
آلدهید دهیدروژناز (عدد گروه آنزیم 1.2.1.3) گروهی از آنزیم‌ها هستند که اکسیداسیون آلدئیدها را کاتالیز می‌کنند. آنها آلدئیدها (R – C(=O) –H) را به اسیدهای کربوکسیلیک (R – C(=O) –O–H تبدیل می‌کنند که اکسیژن از یک مولکول آب می‌آید. تا به امروز، ۱۹ ژن ALDH در ژنوم انسان شناسایی شده‌است. این ژن‌ها در طیف گسترده‌ای از فرآیندهای بیولوژیکی از جمله سم زدایی آلدئیدهای تولید شده به صورت برون زا و درون زا شرکت می‌کنند.

## کارکرد
آلدهید دهیدروژناز یک آنزیم چندریختی است که مسئول اکسیداسیون آلدهیدها به کربوکسیلیک اسیدها است که از کبد خارج شده و توسط ماهیچه و قلب بدن متابولیزه می‌شود. سه کلاس مختلف از این آنزیم‌ها در پستانداران وجود دارد: کلاس 1 (Km کم، سیتوزولی)، کلاس 2 (Km کم، میتوکندری)، و کلاس 3 (Km بالا، مانند آنزیم‌هایی که در تومورها، معده و قرنیه بیان می شوند) که در هر سه طبقه، اشکال سازنده و القایی وجود دارد.
ALDH1 و ALDH2 مهم‌ترین آنزیم‌ها برای اکسیداسیون آلدهید هستند و هر دو آنزیم‌های تترامری هستند که از ۵۴ آنزیم تشکیل شده‌اند. زیر واحدهای کیلو دالتون این آنزیم‌ها در بسیاری از بافت‌های بدن یافت می‌شوند اما در بالاترین غلظت در کبد قرار دارند.

## سایت فعال

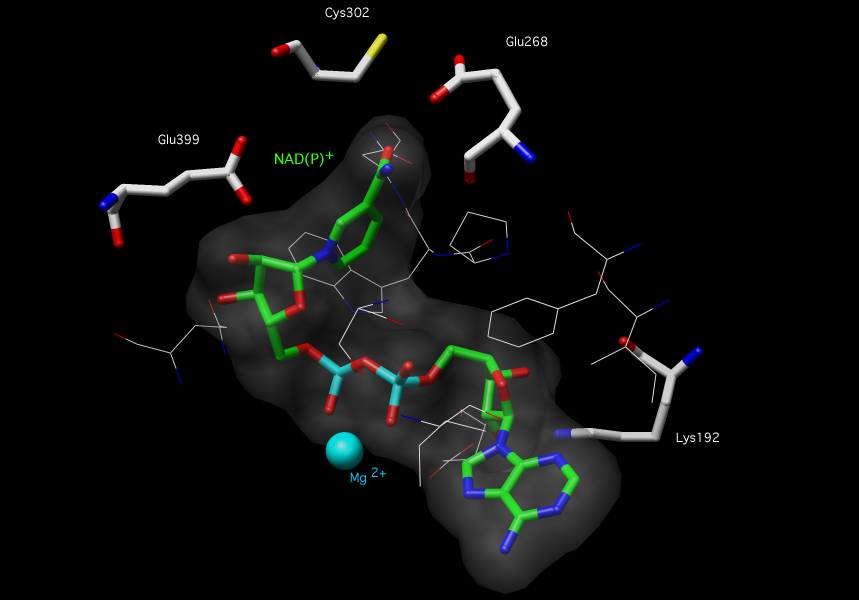
محل فعال آلدهید دهیدروژناز ۲ میتوکندری انسانی. Cys302 و Glu268 با بستر آلدهید تعامل دارند. NAD^{+} توسط باقیمانده‌های متعدد (به صورت سیم یا چوب نشان داده شده‌است) در جای خود نگه داشته می‌شود..

محل فعال آنزیم آلدهید دهیدروژناز تا حد زیادی در کلاس‌های مختلف آنزیم حفظ می‌شود و اگرچه تعداد اسیدهای آمینه موجود در یک زیر واحد می‌تواند تغییر کند، کارکرد کلی محل فعال کمی تغییر می‌کند. محل فعال به یک مولکول آلدئید و یک مولکول NAD + یا NADP + متصل می‌شود که به عنوان یک کوفاکتور عمل می‌کند. مولکول‌های سیستئین و گلوتامات با سوبسترای آلدئید تعامل دارند. بسیاری از باقیمانده‌های دیگر با +NAD(P) تعامل خواهند داشت تا آن را در جای خود نگه دارند. منیزیم ممکن است برای کمک به عملکرد آنزیم استفاده شود، اگرچه میزان کمک منیزیم به آنزیم بین کلاس‌های مختلف آلدئیدها متفاوت است.

## سازوکار
واکنش کلی که توسط آلدهید دهیدروژنازها کاتالیز می‌شود عبارتند از:
- RCHO + NAD + + H 2 O → RCOOH + NADH + H +

| مکانیسم آلدهید دهیدروژناز |